# Anton Rudolph Mauve
Anton Rudolph Mauve, ook Mauve jr., (Den Haag, 10 december 1876 - Blaricum, 1 september 1962) was een Nederlands etser, schilder en tekenaar. Hij was de zoon van Anton Mauve en Jet Carbentus. 
Anton was leerling van de Academie voor Beeldende Kunsten in te Den Haag en de Rijksacademie te Amsterdam. Na te hebben gewoond en gewerkt in Den Haag en Amsterdam woonde hij van 1895 tot 1897 en van 1898 tot 1922 in Laren. Na een jaar in Avereest en in Bussum te hebben gewoond vestigde hij zich in Blaricum waar hij op de Drift een huis liet bouwen. Rudolph had te maken met een gestadig verergerende doofheid.

## Werk
Hij schilderde, tekende en etste landschappen, zeegezichten, maar ook figuren en portretten. Mauve jr. verbleef veel op het eiland Terschelling en maakte reizen door Frankrijk. Meerdere van zijn landschappen hebben een wat eenzame sombere sfeer. 
Mauve was aangesloten bij Arti et Amicitiae en Kunstenaarsvereniging Sint Lucas in Amsterdam, ook was hij lid van de Gooische Schildersvereniging. Werken van hem worden bewaard in het Singer Museum en in de Rijkscollectie.

## Onderscheidingen
- 1924 - Koninklijke Medaille ter beschikking gesteld door koningin Wilhelmina
- 1927 - Sint Lucasprijs

- Biografisch Portaal: 85882464
- RKD-Nederlands Instituut voor Kunstgeschiedenis: 54138